# هينريتش زيمارمان
هينريتش زيمارمان (بالألمانية: Heinrich Zimmermann)‏ هو كاتب ومؤلف ألماني، ولد في 25 ديسمبر 1741 في فيزلوخ في ألمانيا، وتوفي في 3 مايو 1805 في شتارنبرغ في ألمانيا.